# Антисемітський троп
Антисемітські вигадки, вутки або міфи — це «сенсаційні повідомлення, спотворення чи вигадки », які є наклепницькими щодо юдаїзму як релігії або євреїв як етнічної чи релігійної групи. Починаючи з середньовіччя, такі повідомлення були постійною мотивацією ширших антисемітських теорій змови.
Деякі антисемітські образи чи фальшиві звинувачення сягають часів народження християнства, як-от твердження про те, що євреї спільно відповідальні за розп'яття Ісуса. У середньовічній Європі масштаб антисемітських тропів розширився і став основою для регулярних переслідувань і формальних вигнань євреїв в Англії, Франції, Німеччині, Іспанії та Португалії. У ті часи поширеною була думка, що євреї викликали такі епідемії, як Чорна смерть, отруюючи колодязі. Євреїв також звинувачували в ритуальному вживанні крові християн.
Починаючи з 19 століття, вперше з’явилася думка, що євреї планували встановити контроль над світом і панувати над ним, пропагуючи капіталізм і займаючись банківською та фінансовою діяльністю. У 20-му столітті інші антисемітські тропи стверджували , що євреї несуть відповідальність за поширення комунізму та намагаються домінувати в ЗМІ. Ці антисемітські тропи, які мали політичний та економічний контекст, стали політичними міфами, центральними для світогляду Адольфа Гітлера, і зберігаються до наших днів.
Заперечення Голокосту також вважається антисемітською теорією змови через її позицію, що Голокост був обманом або спотворенням і був розроблений для просування інтересів євреїв та/або виправдання створення Держави Ізраїль.

## Економічні та політичні тропи

### Світове панування
Публікація «Протоколів сіонських мудреців» у 1903 році зазвичай вважається початком сучасної літератури про теорію змови.
Цей троп часто проявляється як у писаннях, так і в графічних зображеннях, які намагаються звинуватити євреїв (або їхніх прихильників) у спробах контролювати світ за допомогою підлих засобів. Приклади таких зображень включають нацистські карикатури, які зображують євреїв у вигляді восьминогів, що оточують земну кулю. Більш свіжим прикладом є передрук у 2001 році в Єгипті антисемітського тексту Генрі Форда «Міжнародний єврей» із тим самим зображенням восьминога на передній обкладинці.
Серед найперших спростувань «Протоколів» як підробки була серія статей, надрукованих у лондонській «Таймс» у 1921 році. Ця серія показала, що велика частина матеріалу в «Протоколах » була плагіатом із «Діалогу в пеклі між Макіавеллі та Монтеск’є», попередньої політичної сатири, яка не мала антисемітської теми. Починаючи з 1903 року, коли «Протоколи » вперше були надруковані, їх перші видавці надавали розпливчасті й часто суперечливі свідчення, в яких докладно пояснювалося, як вони отримали свої копії оригінального рукопису, про який ходять чутки.
Текст популяризували прихильники царського режиму. Такі прихильники, намагаючись дискредитувати більшовицький рух, який прийшов на зміну їхньому режиму, стверджували, що євреї були змовниками російської революції та утримували владу в більшовицькому режимі, що пізніше підхопили нацисти. У протоколах робиться помилковий висновок, що комунізм був сфабрикований євреями з метою розпалювання політичної революції для дестабілізації суспільства, зрештою отримання контролю та встановлення репресивної транснаціональної політичної системи серед хаосу. Визначаючи євреїв як центральну потураючу силу, протоколи розвивали та популяризували теорію єврейського панування заради збереження монархічних систем, звинувачуючи євреїв у спробі підірвати християнство. Таким чином антисемітський троп світового панування став зброєю в давній тенденції використовувати євреїв як цапів відпущення, перетворивши це на теорію змови. Цей характерний вид єврейського цапа відпущення намагався звільнити занепокоєння через нестабільність і політичні зміни в суспільстві — особливо розрив, який загрожував групам і урядам, які історично перебували при владі та перебували в більшості — шляхом розгляду соціальних змін як інтриги євреїв, які прагнуть підірвати статус кво.
Ці звинувачення швидко поширилися на Захід з 1920 року. Велика депресія та піднесення нацизму були важливими подіями в історії «Протоколів», і містифікацію продовжували публікувати та поширювати, незважаючи на її розвінчання. Незважаючи на те, що численні незалежні розслідування неодноразово доводили, що «Протоколи » є плагіатом і літературною підробкою, містифікація все ще часто цитується та передруковується антисемітами, а іноді використовується як доказ нібито єврейської кабали антисемітськими групами в Сполучених Штатах. і на Близькому Сході.
Нацистські пропагандисти, звинувачуючи «міжнародне єврейство» у змові та продовженні Другої світової війни через його нібито контроль над урядами союзників, погрожували знищити євреїв як виправдану відплату.
Ще одна змова про світове панування має назву Сіоністський окупаційний уряд (ZOG) та інші назви, і вона стверджує, що євреї таємно контролюють уряди західних держав. Вираз використовується групами білих расистів, білих націоналістів, ультраправих, нативістів, чорних націоналістів або антисемітських груп у Сполучених Штатах і Європа, а також ультранаціоналісти, такі як «Свобода» в Україні.

## Подальше читання
- Ostow, Mortimer (1996). Myth and Madness: The Psychodynamics of Anti-Semitism (1st ed.). doi:10.4324/9781351293167. ISBN 9781351293167.